# Matela (Penalva do Castelo)
Matela é uma povoação portuguesa do Município de Penalva do Castelo que foi sede da extinta Freguesia de Matela, freguesia que tinha 8,26 km² de área e 189 habitantes (2011), e, por isso, uma densidade populacional de 22,9 hab/km².
A Freguesia de Matela foi extinta (agregada) pela reorganização administrativa de 2012/2013, tendo o seu território sido agregado ao da Freguesia de Antas para criar a União das Freguesias de Antas e Matela.

## População
| População da freguesia de Matela | População da freguesia de Matela | População da freguesia de Matela | População da freguesia de Matela | População da freguesia de Matela | População da freguesia de Matela | População da freguesia de Matela | População da freguesia de Matela | População da freguesia de Matela | População da freguesia de Matela | População da freguesia de Matela | População da freguesia de Matela | População da freguesia de Matela | População da freguesia de Matela | População da freguesia de Matela |
| -------------------------------- | -------------------------------- | -------------------------------- | -------------------------------- | -------------------------------- | -------------------------------- | -------------------------------- | -------------------------------- | -------------------------------- | -------------------------------- | -------------------------------- | -------------------------------- | -------------------------------- | -------------------------------- | -------------------------------- |
| 1864                             | 1878                             | 1890                             | 1900                             | 1911                             | 1920                             | 1930                             | 1940                             | 1950                             | 1960                             | 1970                             | 1981                             | 1991                             | 2001                             | 2011                             |
|                                  |                                  |                                  |                                  |                                  |                                  |                                  |                                  |                                  |                                  | 392                              | 337                              | 214                              | 226                              | 189                              |

Criada pelo decreto lei nº 44.245, de 21 de Março de 1962, com lugares desanexados da Freguesia de Antas
| Distribuição da População por Grupos Etários | Distribuição da População por Grupos Etários | Distribuição da População por Grupos Etários | Distribuição da População por Grupos Etários | Distribuição da População por Grupos Etários | Distribuição da População por Grupos Etários | Distribuição da População por Grupos Etários | Distribuição da População por Grupos Etários | Distribuição da População por Grupos Etários | Distribuição da População por Grupos Etários |
| -------------------------------------------- | -------------------------------------------- | -------------------------------------------- | -------------------------------------------- | -------------------------------------------- | -------------------------------------------- | -------------------------------------------- | -------------------------------------------- | -------------------------------------------- | -------------------------------------------- |
| Ano                                          | 0-14 Anos                                    | 15-24 Anos                                   | 25-64 Anos                                   | > 65 Anos                                    |                                              | 0-14 Anos                                    | 15-24 Anos                                   | 25-64 Anos                                   | > 65 Anos                                    |
| 2001                                         | 32                                           | 17                                           | 100                                          | 77                                           |                                              | 14,2%                                        | 7,5%                                         | 44,2%                                        | 34,1%                                        |
| 2011                                         | 18                                           | 17                                           | 74                                           | 80                                           |                                              | 9,5%                                         | 9,0%                                         | 39,2%                                        | 42,3%                                        |

Média do País no censo de 2001:  0/14 Anos-16,0%; 15/24 Anos-14,3%; 25/64 Anos-53,4%; 65 e mais Anos-16,4%
1. ↑  Diário da República, 1.ª Série, n.º 19, Reorganização administrativa do território das freguesias, Lei n.º 11-A/2013, de 28 de janeiro, Anexo I. Acedido a 19/07/2013.
2. ↑  Instituto Nacional de Estatística (Recenseamentos Gerais da População) - https://www.ine.pt/xportal/xmain?xpid=INE&xpgid=ine_publicacoes